# 國際愛貓聯盟
國際愛貓聯盟（FIFe）又稱猫科动物国际联合会，是一个国际猫注册组织，负责猫品种的认证，共有来自欧洲、南美和亚洲41个国家的43个成员，是世界爱猫大会（World Cat Congress）的成员之一。

## 历史
它由马格利特·拉威尔（Marguerite Ravel）在1949年创立于法国巴黎，参与者是法国、比利时和意大利的爱猫组织，第一届会议在比利时的根特举行。它原名是欧洲爱猫联盟（Fédération Internationale Féline d'Europe，FIFE），1972年巴西爱猫俱乐部（Brazilian Cat Club）加入后去掉欧洲一词，改现名。